# Municipio de Mártir de Cuilapan
El municipio de Mártir de Cuilapan es uno de los 85 municipios del estado mexicano de Guerrero. Según el II Conteo de Población y Vivienda efectuado por el Instituto Nacional de Estadística y Geografía en 2005, el municipio tenía una población total de 15.278 habitantes, de esa cantidad, 7.253 fueron hombres y 8.019 mujeres.
Su cabecera es la localidad de Apango, siendo esta la población más grande del municipio con 3.987 habitantes y el "El Palderón"  el más pequeño con sólo 3 habitantes.

## Toponimia
En honor al general insurgente Vicente Guerrero, fusilado en Cuilápan, Oaxaca el municipio fue renombrado con el nombre de Mártir de Cuilapan.

## Historia

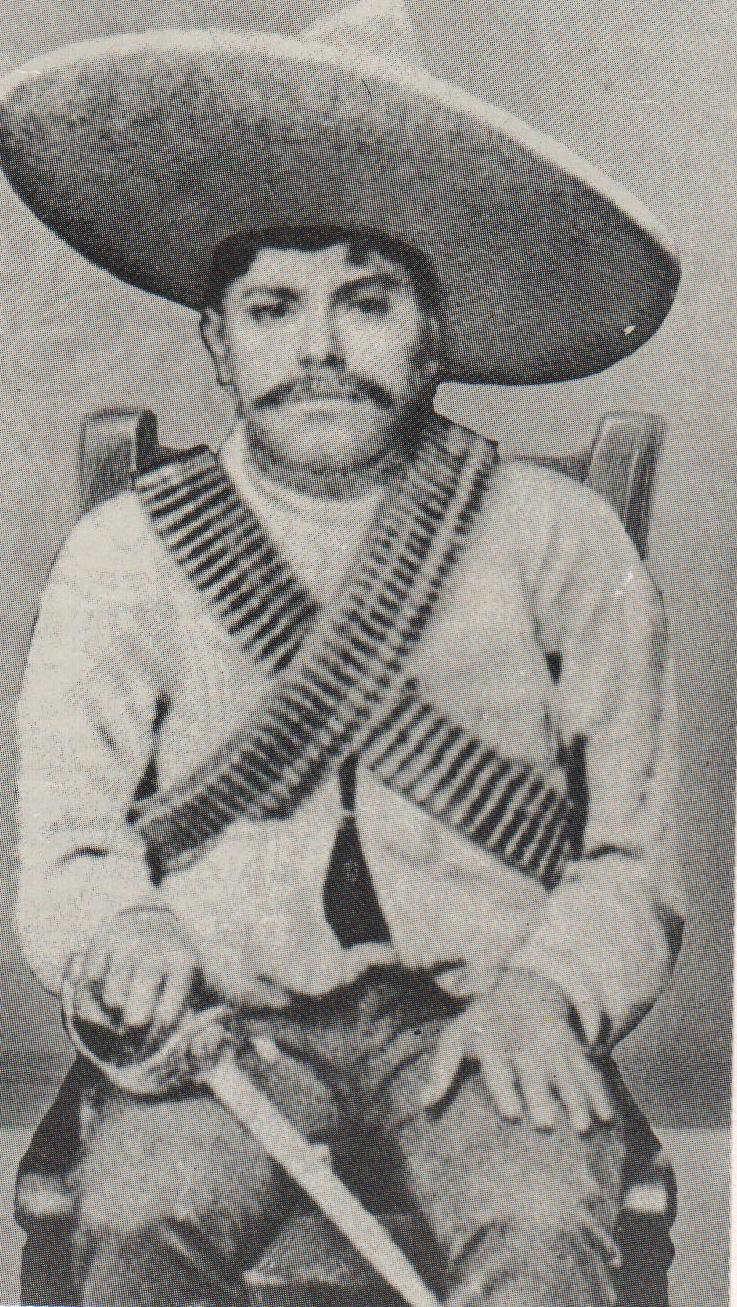
Encarnación Díaz murió en batalla en Hueyitlalpan y fue enterrado en Apango.

### Independencia
Después de la conquista transcurrieron trescientos años en aparente calma. Es hasta en el siglo XIX cuando la región recibió las primeras noticias de que existían grupos rebeldes que conspiraban en contra de la corona motivados por la insurrección del 16 de septiembre en Dolores, encabezada por el cura Hidalgo.
A escasos 3 meses después del pronunciamiento de Hidalgo se derramó sangre en la región por la causa Insurgente, el 5 de diciembre de 1810 los hermanos Rafael, Juan, Ignacio Orduña y Manuel Trinidad, fueron fusilados por insurrectos a la Corona, el último de ellos era un cacique indígena de Huitzuco.
Consumada la lucha por la Independencia, al tratar de organizar a la nación se presentaron problemas y Guerrero se rebeló en contra de Iturbide y tomó las armas. En el de 1823, el territorio dio cuenta de una batalla cerca de la población de Apango.
El general Vicente Guerrero se enfrentó a las tropas del General Epitacio Sánchez en un lugar ubicado entre los cerros de Teposteyo y Ahuacopexco. El general Epitacio Sánchez resultó muerto y sus restos sepultados en el interior de la iglesia de Apango.

### Intervención francesa
En el mes de octubre de 1863, los habitantes de este territorio ven pasar la columna militar republicana al mando del general Porfirio Díaz, en ese entonces bajo las órdenes del Lic. Benito Juárez, Presidente de la República, que venían de tomar las plazas de Taxco, Iguala y Tepecoacuilco. Chilapa a manos de los conservadores, era su próximo objetivo.
Al paso del contingente por éstos lugares sus filas sumaron más de tres mil hombres con quienes recuperó, en noviembre, la plaza chilapeña.

### Revolución
En el año de 1886 Apango y Cuetzala se levantaron en armas contra la usurpación de tierras, el cobro excesivo de impuestos y la opresión de los prefectos políticos. Es decir contra el régimen de Porfirio Díaz.
Esta protesta social originó que los habitantes simpatizaran años después con los ideales revolucionarios, principalmente con los de Emiliano Zapata en 1910, quien apoya el Plan de San Luis y el desconocimiento de Díaz, el 20 de noviembre lanzado por Francisco I. Madero.
Encarnación Díaz, Feliciano Millán, Adrián Castrejón, Julián Radilla, Damián Hernández y Victoriano Bárcenas, formaron el grupo de opositores de esta región y se integraron a las fuerzas del general Zapata.

## Significado del escudo
El escudo tiene las características del municipio: En la parte superior hay un escudo indígena y un libro abierto que representa el conocimiento y el origen de los antepasados, en la parte central posee un maguey que representa la producción del mezcal en Apango. En los extremos, hay una cinta de palma que representa la actividad artesanal, en el centro inferior hay un apantle, una yunta que significa la actividad agrícola que tiene el municipio particularizando una planta de maíz.
En la parte inferior se presentan las gestas revolucionarias y de independencia con armas de la época, un individuo y vírgulas caracterizan la raza y la lengua náhuatl, un documento simboliza el decreto que designa a Apango como cabecera municipal de Mártir de Cuilapan, la máscara de tigre representa las costumbres y la cultura del municipio, sirve de fondo a éstos símbolos representativos la figura territorial del municipio.

## Geografía

### Localización

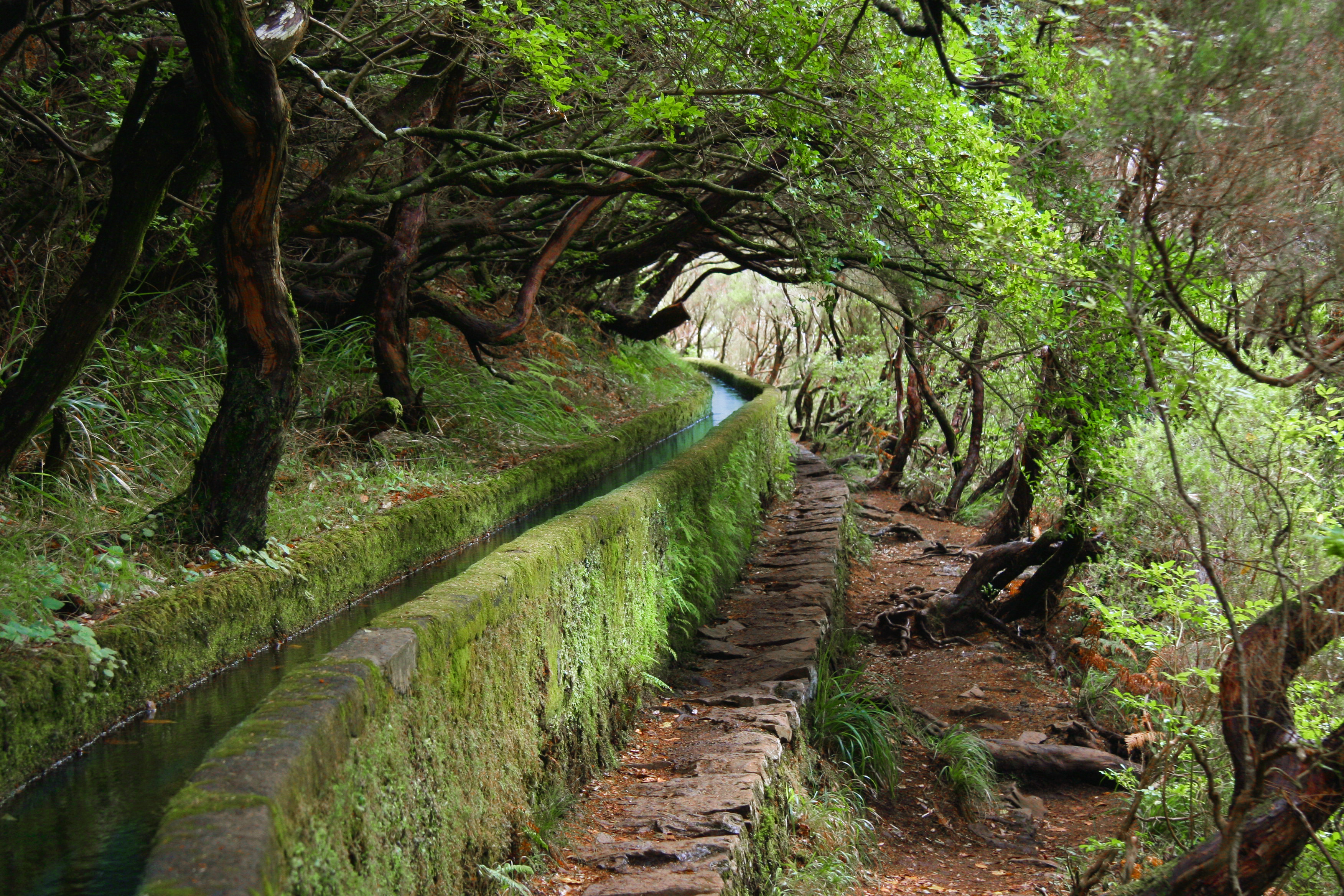
Levada parecido al Apantle que se encuentra en el centro del escudo del municipio.

Se localiza en la región Centro del estado de Guerrero, aproximadamente a 35 kilómetros de la capital del estado, Chilpancingo, colinda al norte con el municipio de Tepecoacuilco, al sur con el municipio de Tixtla, al este con el municipio de Zitlala y al oeste con el territorio del municipio de Eduardo Neri.

### Flora
La vegetación del municipio es la selva baja caducifolia, con especies de: Mezquite, huizache, cazaguate, timbre, etcétera; la mayoría caracterizadas porque en épocas de estiaje tiran sus hojas, también existen superficies de matorral crasicaule.

### Fauna
Está compuesta por especies tales como: Conejo, liebre, gavilán, águila, zopilote, coyote, venado, tzenzontle, zorrillo, iguana, codorniz, camaleón, víbora de cascabel, coralillo, alacrán, champolillo, gato montés, tejón, ratón, palomas, pájaros, culebras, etcétera.

## Demografía
Según el último censo del INEGI en el 2010 el municipio contabá con una población de 17,702 habitantes de los cuales 8,504 eran hombres y 9,198 eran mujeres. El crecimiento que tuvo el municipio del 2005-2010 fue de un 15,91%.
| Población de el Municipio de Mártir de Cuilapan |
|                                                 |
| Fuente:INEGI                                    |

### Localidades

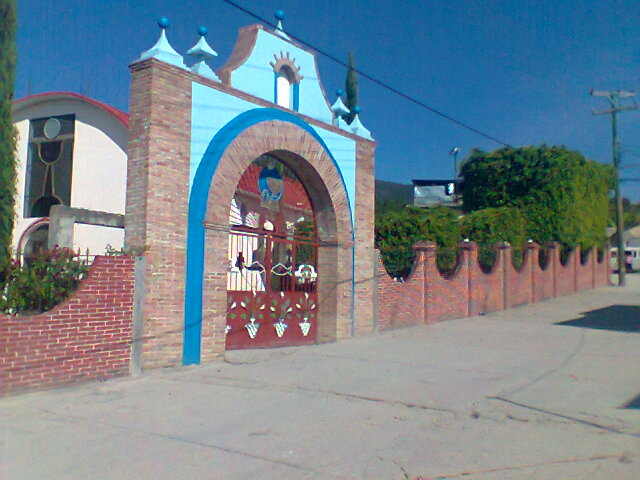
La Iglesia central de Zotoltitlan

En el censo de 2020 el municipio de Mártir de Cuilapan contaba con 19 localidades.
| Código INEGI    | Localidad             | Población (2020) |
| --------------- | --------------------- | ---------------- |
| 120420001       | Apango                | 4 917            |
| 120420016       | Zotoltitlán           | 2 712            |
| 120420006       | La Esperanza          | 2 293            |
| 120420007       | Hueyitlalpan          | 1 869            |
| 120420010       | San Juan Totolcintla  | 1 864            |
| 120420013       | Tlamamacan            | 751              |
| 120420011       | San Marcos Oacatzingo | 694              |
| 120420015       | Tula del Río          | 690              |
| 120420008       | San Agustín Ostotipan | 565              |
| 120420002       | Aixcualco             | 516              |
| 120420005       | Analco                | 465              |
| 120420003       | Ahuexotitlán          | 434              |
| 120420017       | Xicomulco             | 358              |
| 120420004       | Ahuetlixpa            | 201              |
| 120420018       | Tebernillas           | 176              |
| 120420014       | Tlaixcuac             | 50               |
| 120420020       | El Paderón            | 42               |
| 120420027       | El Mirador            | 15               |
| 120420030       | San Francisco         | 1                |
| Total municipal | Total municipal       | 18 613           |

## Infraestructura
El municipio tiene un total de 40 escuelas y 164 profesores.
| Nivel      | Escuelas | Profesores |
| ---------- | -------- | ---------- |
| Preescolar | 15       | 40         |
| Primaria   | 20       | 106        |
| Secundaria | 5        | 18         |
| Total      | 40       | 164        |

### Medios de comunicación
La comunicación telefónica en el municipio cubre la demanda del 70% de las comunidades. El servicio de correos es atendido por la ciudadanía. Para su distribución en las comunidades el Ayuntamiento apoya por medio de las comisarías.

### Medios de transporte
Todas las comunidades del municipio cuentan con caminos de terracería que comunican a la cabecera municipal. Además de que el municipio es atravesado por el Puente Mezcala Solidaridad.